# CG-4
La CG-4 (Carretera General 4) és una carretera de la Xarxa de Carreteres d'Andorra, que connecta La Massana amb el Port de Cabús, amb una distància total de 18 quilòmetres.
Hom divideix aquesta carretera en dos trams, el primer, és el recorregut comú amb la CG-3, d'Andorra la Vella a la Massana d'uns 6 km, a continuació lo segon tram d'uns 18 km de La Massana cap a Pal i el Port de Cabús i també amb la frontera catalana a l'oest. Tot i aquests dos trams, només es considera CG-4 el segon.

## Història
Entre 1960 i 1994 s'anomenava N-4 (N-3 i 4), després amb la normalització de les carreteres d'Andorra per la seua Constitució (1993) va ser reanomenada com a CG-4.

## Projectes
El municipi català d'Alins va reiterar l'any 2014 el seu desig de veure la Carretera local de Tor convertida en una carretera en condicions amb una millora per facilitar la connexió amb el principat d'Andorra. Al final però no es va arribar a un acord per falta de finançament.

## Constructora
El Grup Heracles és l'empresa què s'encarrega de les obres relacionades amb la CG-4, a decisió del Govern d'Andorra.

## Recorregut
La CG-4 té lo seu inici en la CG-3 a la població de La Massana. L'objectiu d'aquesta carretera és connectar el centre del país amb el nord del país. La carretera comença a la Massana i finalitza a la frontera amb Catalunya molt a prop de la població catalana de Tor.
La carretera CG-4 travessa les següents poblacions:
- La Massana
- Erts
- Puiol del Piu (CG-5)
- Xixerella
- Pal
- Frontera amb Catalunya, prop de Tor (Alins)

| Tipus de sortida | Direcció de la sortida         | Carretera que hi enllaça | Qm  |
| ---------------- | ------------------------------ | ------------------------ | --- |
| CG-4             | La Massana                     | CG-3                     | 0   |
|                  | Collet dels Colls              | CS-430                   | 0,5 |
|                  | Estació de Servei (Benzinera)  |                          | 1   |
| Sortida          | Erts / Puiol del Piu / Arinsal | CG-5                     | 2   |
|                  | Xixerella                      |                          | 3,5 |
|                  | Pal                            |                          | 6   |
|                  | Estació d'esquí de Vallnord    | CS-420                   | 8,5 |
|                  | Coll de la Botella             |                          | 12  |
|                  | Port de Cabús                  |                          | 18  |
| Sortida          | Frontera Catalunya-Andorra     | CG-4                     | 18  |
|                  | Fi de carretera revestida      |                          | 18  |
|                  | Carretera de Tor cap a Tor     | Camí local               | 20  |

## Característiques
Aquesta carretera s'acaba al límit administratiu del principat, exactament al 18è quilòmetre. No hi ha cap plaça de duana ni cap control, ni cap senyal de canvi d'estat. L'altitud d'aquest coll és de 2 301 m.
Sobre territori català hi continua un carretera rural anomenada Carretera de Tor difícilment practicable pels vehicles lleugers. Fa un temps, es va considerar un projecte per a millorar aquest camí forestal català però no es va arribar a cap acord per falta de finançament.